# Xeon

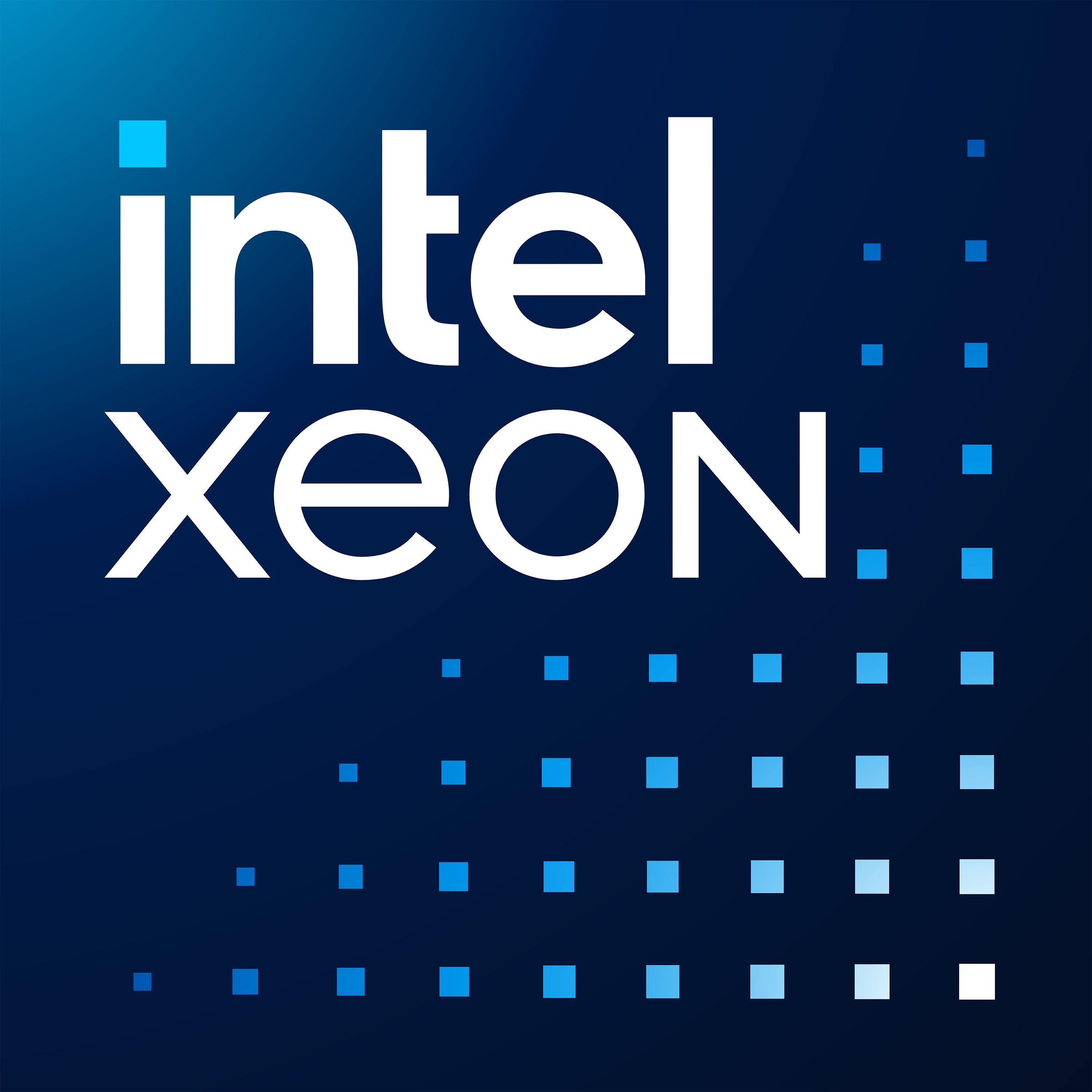
Le logo Xeon depuis 2024.

Un microprocesseur Xeon est un microprocesseur fabriqué par Intel dont le jeu d'instructions est x86 et conçu pour les stations de travail et les serveurs informatiques. 
Le nom « Xeon » est une marque commerciale apparue le 20 avril 1998 pour les Pentium II. D'abord utilisée en association avec la marque Pentium (Pentium II Xeon, Pentium III Xeon), elle a été utilisée seule à partir du Pentium 4 (Xeon 1.4, Xeon 3040, etc.).
Les versions Xeon tirent généralement leurs performances supérieures d'une mémoire cache plus grande que les versions grand public des microprocesseurs d'Intel.
Les différents modèles de processeurs Xeon sont répartis en 4 catégories : 
1. Xeon Bronze, supportant jusqu'à 2 sockets ;
2. Xeon Silver, supportant également jusqu'à 2 sockets et apportant de meilleures performances de calcul, de réseau et de stockage que les Bronze ;
3. Xeon Gold, supportant 2 ou 4 sockets ;
4. Xeon Platinum, supportant 2, 4 ou 8 sockets.

- Logos

Intel Xeon Bronze 2020.
Intel Xeon Silver 2020.
Intel Xeon Gold 2020.
Intel Xeon Platinum 2020.

## Xeon 3000 / Xeon E3 / Xeon E

### Architecture Core
| Gamme (Numéro) | Microprocesseur    |
| -------------- | ------------------ |
| 3000 (30XX)    | Conroe ou Wolfdale |
| 3100 (31XX)    | Wolfdale           |
| 3200 (32XX)    | Kentsfield         |
| 3300 (33XX)    | Yorkfield          |

Les processeurs à deux cœurs Conroe sont destinés aux plates formes mono-processeur à socket LGA 775. 
Les Kentsfield sont une déclinaison quadruple cœurs des Conroe, avec deux paires de cœurs Conroe sur un même die.
Les Xeon Wolfdale sont identiques aux Core 2 Duo Wolfdale.
Les Xeon Yorkfield sont identiques aux Core 2 Quad Yorkfield.

### Architecture Nehalem
| Gamme (numéro) | Microprocesseur |
| -------------- | --------------- |
| 3400 (34XX)    | Lynnfield       |
| 3500 (35XX)    | Bloomfield      |
| 3600 (36XX)    | Gulftown        |

## Xeon / Xeon 5000 / Xeon E5
Les Pentium, Pentium Pro, Pentium II et Pentium III pouvaient fonctionner en mode bi-processeurs, ce n'est plus le cas depuis le Pentium 4, la gamme Xeon s'impose avec son socket spécifique.

### Architecture P6

#### Cascades
Processeur basé sur le Pentium III, avec le cache L2 on-die, gravure en 0,18 µm. Bien que fonctionnant sur le connecteur SC330, le mode quadri processeur n'est pas autorisé.

### Architecture NetBurst
| Modèle    | MMX | SSE | SSE2 | Hyper-Threading | SSE3 | Intel 64 | VCore  | Finesse de gravure |
| --------- | --- | --- | ---- | --------------- | ---- | -------- | ------ | ------------------ |
| Foster    | oui | oui | oui  | non             | non  | non      | 1,7 V  | 180 nm             |
| Prestonia | oui | oui | oui  | oui             | non  | non      | 1,5 V  | 130 nm             |
| Nocona    | oui | oui | oui  | oui             | oui  | oui      | 1,2 V  | 90 nm              |
| Irwindale | oui | oui | oui  | oui             | oui  | oui      | 1,38 V | 90 nm              |
| Paxville  | oui | oui | oui  | oui             | oui  | oui      | 1,38 V | 90 nm              |

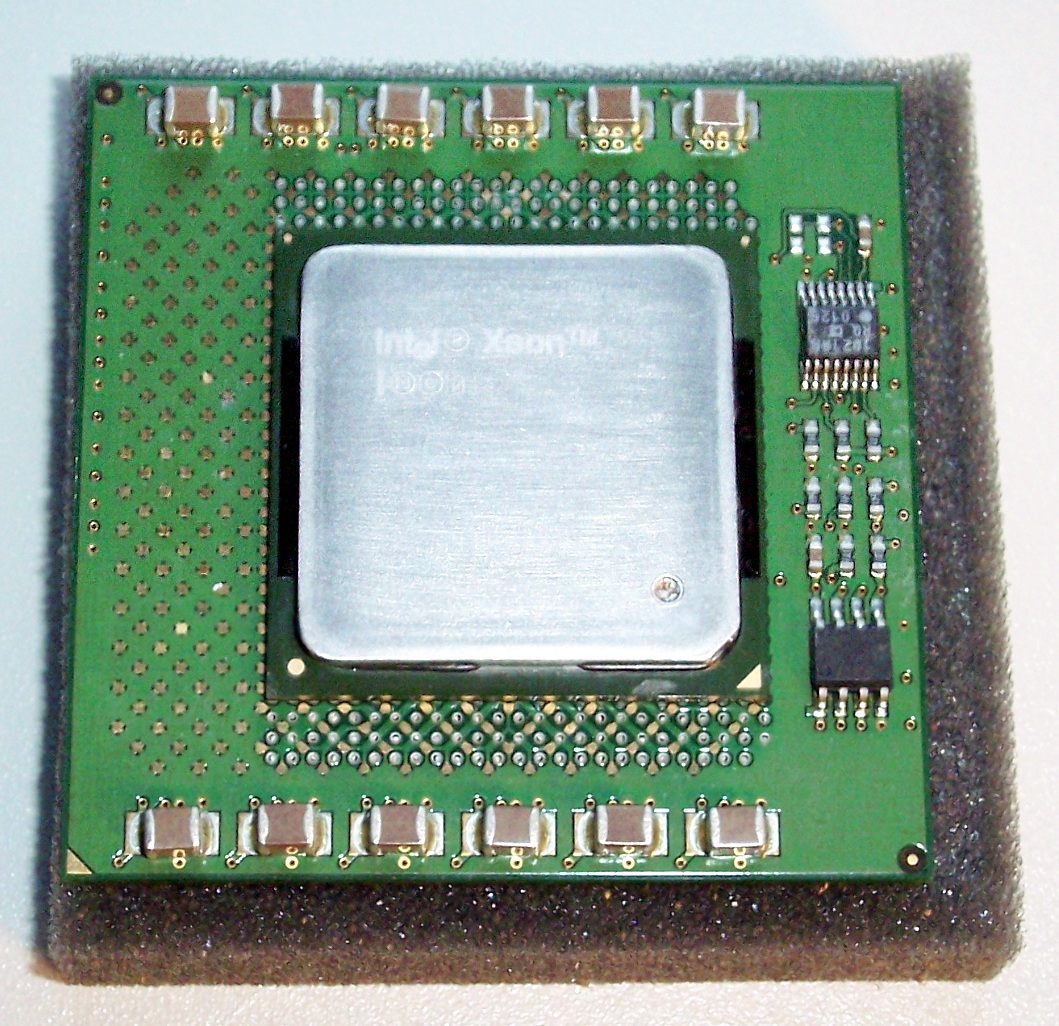
Intel Xeon 1.7 GHz (Foster)

Le Paxville est le 1er Xeon Dual-Core pour plate-forme DP.
Le Dempsey (5000) est gravé en 65 nm et fonctionne sur socket 771.

### Architecture P6 2

#### Sossaman
Xeon LV, sur base Yonah.
- MMX, SSE, SSE2, VT
- Tension de fonctionnement (VCore) : 1,38 V
- Finesse de gravure : 65 nm

### Architecture Core
| Gamme (Numéro) | Microprocesseur |
| -------------- | --------------- |
| 5100 (51XX)    | Woodcrest       |
| 5200 (52XX)    | Wolfdale        |
| 5300 (53XX)    | Clovertown      |
| 5400 (54XX)    | Harpertown      |

Le WoodCrest est la déclinaison  du Conroe sur socket 771 ; il est destiné aux serveurs et stations de travail multi-processeurs.
Les  sont des Xeon double cœurs natifs. Ils sont déclinés du die shrink Penryn.

### Architecture Nehalem

#### Gainestown (5500)
Le Gainestown est également appelé Nehalem-EP.

#### Gulftown (5600)
Pas d'HT sur les E5603, E5606, E5607 et L5609.

## Xeon 6000 / Xeon E5
Ces processeurs dérivés des Xeon 7000 sont destinés au marché du HPC, ils fonctionnent par 2 au maximum.

## Xeon MP / Xeon 7000 / Xeon E7
Seuls ces processeurs peuvent fonctionner par 4 ou plus.

### Architecture P6
Famille basée sur l'architecture du Pentium Pro.

#### Deschutes
Ces processeurs sont basés sur la déclinaison Deschutes (gravée en 250 nm) du processeur Pentium II.
Les principales différences se situent au niveau de la mémoire cache de niveau 2, qui est cadencée à la même fréquence que le cœur et d'une taille allant jusqu'à 2 Mio, et l'utilisation d'une cartouche et d'une connectique SC330.

#### Tanner
Processeur basé sur le Pentium III, avec le cache L2 séparé sur la cartouche, fonctionnant à la même fréquence que le processeur, gravure en 0,25 µm.

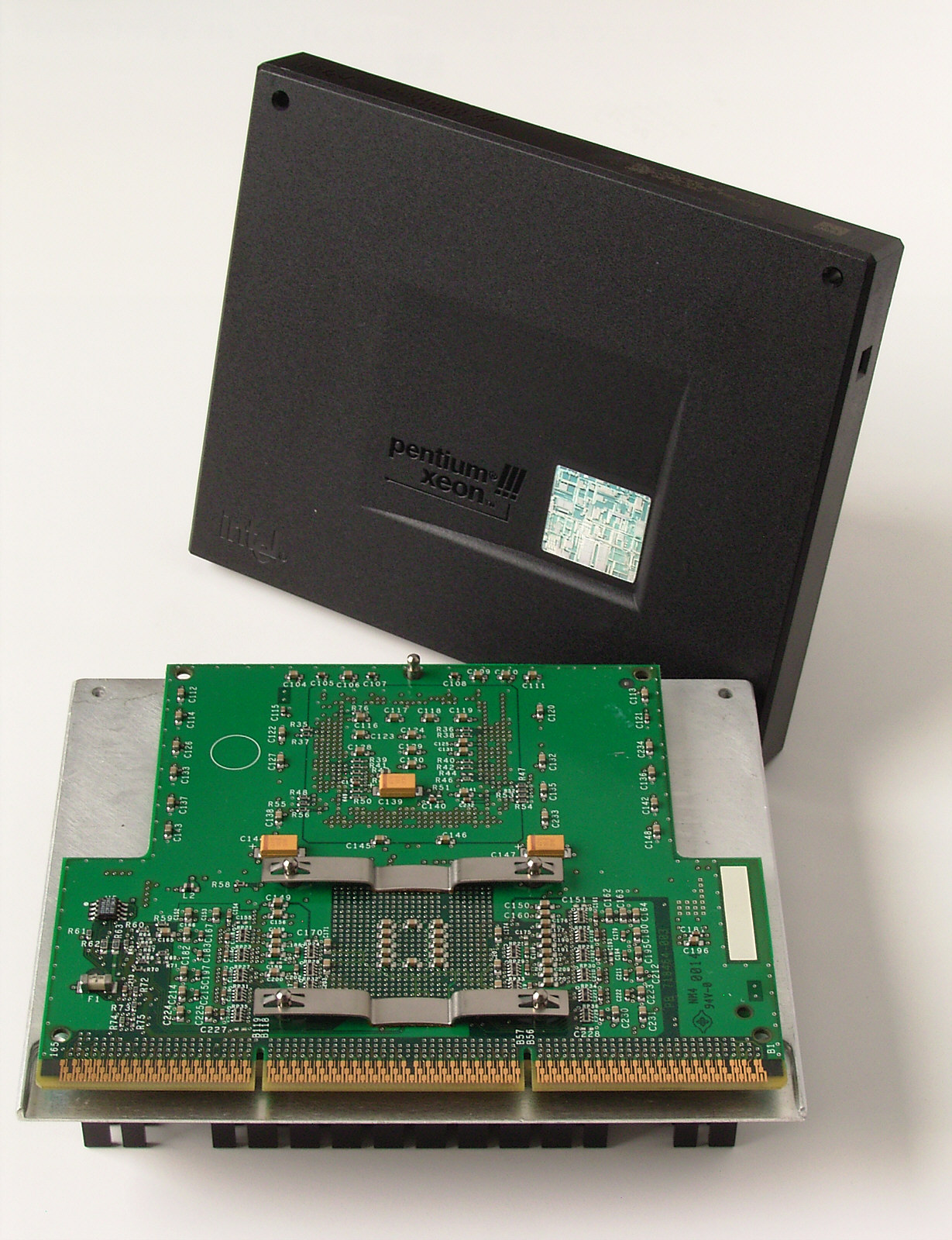
Pentium III Xeon 550 MHz ouvert.

#### Cascades
Processeur basé sur le Pentium III, avec le cache L2 on-die, gravure en 0,18 µm.

### Architecture NetBurst
| Modèle             | MMX | SSE | SSE2 | Hyper-Threading | SSE3 | Intel 64 | SpeedStep | Processeur double cœur | VCore           | Finesse de gravure |
| ------------------ | --- | --- | ---- | --------------- | ---- | -------- | --------- | ---------------------- | --------------- | ------------------ |
| Foster MP          | oui | oui | oui  | non             | non  | non      | non       | non                    | 1,7 V           | 180 nm             |
| Gallatin           | oui | oui | oui  | oui             | non  | non      | non       | non                    | 1,475 V         | 130 nm             |
| Cranford           | oui | oui | oui  | oui             | oui  | oui      | oui       | non                    | 1,5 V           | 90 nm              |
| Potomac            | oui | oui | oui  | oui             | oui  | oui      | oui       | non                    | 1,5 V           | 90 nm              |
| Paxville MP (7000) | oui | oui | oui  | oui             | oui  | oui      | oui       | oui                    | 1,262 - 1,412 V | 90 nm              |
| Tulsa (7100)       | oui | oui | oui  | oui             | oui  | oui      | oui       | oui                    | ?               | 65 nm              |

Taille du Die du Tulsa (7100) : 424 mm2 avec 1,380 million de transistors

### Architecture Core
| Gamme (Numéro) | Microprocesseur |
| -------------- | --------------- |
| 7200 (72XX)    | Tigerton        |
| 7300 (73XX)    | Tigerton        |
| 7400 (74XX)    | Dunnington      |

Le Tigerton est un processeur pour serveur bi et quadri-cœur, quadri-processeur, utilisant la microarchitecture Core. Sa commercialisation a débuté en septembre 2007.

### Architecture Nehalem

#### Beckton (7500)
Pas d'HT pour le X7542. Nouveau socket LGA 1567.

## Identité visuelle (logos)

Logo depuis 2020.
Intel Xeon Bronze 2020.
Intel Xeon Silver 2020.
Intel Xeon Gold 2020.
Intel Xeon Platinum 2020.